# 12388 Kikunokai
12388 Kikunokai (tên chỉ định: 1994 VT6) là một tiểu hành tinh vành đai chính. Nó được phát hiện bởi Kin Endate và Kazuro Watanabe ở Đài thiên văn Kitami ở Hokkaidō, Nhật Bản, ngày 1 tháng 11 năm 1994. Nó được đặt theo tên Kikunokai, a Japanese dance troupe.